# Alejandro Patronelli
Alejandro Martín Patronelli (22 de mayo de 1978 en Las Flores, Argentina), es un piloto de cuatriciclo y empresario argentino. Se destacó a raíz de su desempeño en el Rally Dakar, la carrera de rally raid más prestigiosa del mundo: salió segundo en la clasificación general en 2010 ganando dos etapas; y fue ganador absoluto en el 2011 con cinco etapas ganadas, y en 2012 con tres etapas ganadas. También fue tres veces ganador del Enduro del Verano (1996, 1997 y 1999). Su hermano Marcos Patronelli, dos años menor que él, también es un destacado corredor de cuatriciclos. El hecho de que ambos hermanos hayan sido campeón y subcampeón del Dakar 2010, no tiene antecedentes en esa competencia. Tras cuatro años de participar en el Rally Dakar, Alejandro Patronelli se separara de su hermano y decide no correr en 2013.

## Biografía

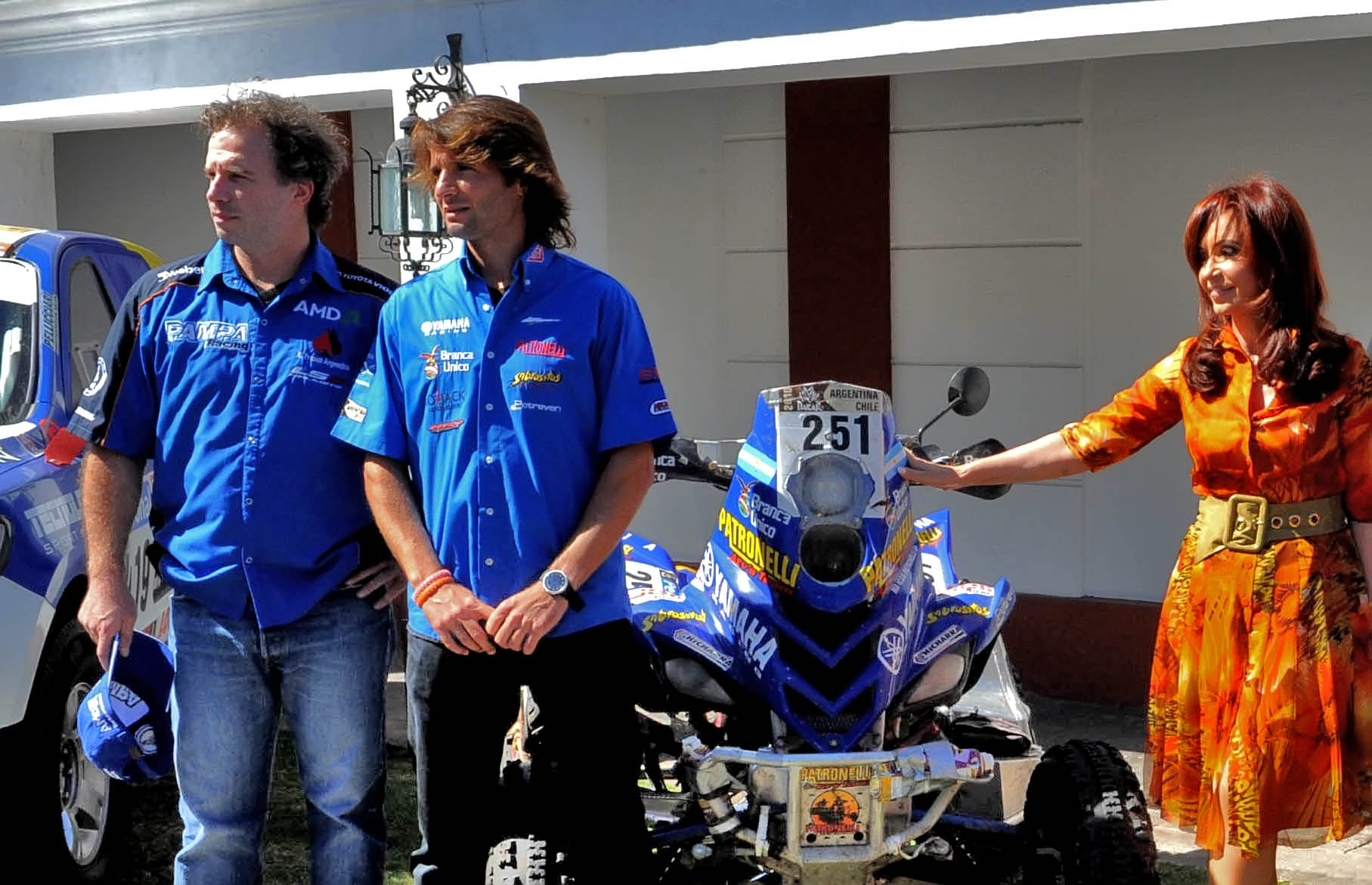
Alejandro (izquierda) con su hermano Marcos y la presidenta Argentina en el Rally Dakar de 2010

Nació y vive en Las Flores, Provincia de Buenos Aires, Argentina, donde trabaja desde hace más de 19 años con su familia.  El mayor de cinco hermanos e hijo de Mónica Lolaberri y Roberto Patronelli. Desde hace tiempo se lo apoda como Bagre.
Amante de "los fierros" y creador de sus propias aventuras, subió por primera vez a una moto cuando solo tenía 5 años y se vistió con el equipo de competición a los 15 para enfrentarse a los pilotos del momento con un Yamaha Banshee 350cc.
Ganador de múltiples campeonatos nacionales y provinciales, fue Campeón Argentino de cuatriciclos en dos oportunidades, Ganó el Enduro del Verano Le Touquet 3 años y ganó esta misma edición durante el invierno de 1997. Durante tres veranos consecutivos escoltó en el podio a su hermano Marcos. En 2010 se inscribió para participar en la carrera de cross country 
del Rally Dakar. Como principiante en el desarrollo de esta competencia, se dio el lujo de ganar 3 etapas de las quince recorridas en la categoría quads junto a su hermano Marcos y así posicionarse detrás de él para lograr el histórico 1-2 en el podio de La Rural de Buenos Aires en 2010.
Cuando todo parecía venirse abajo luego del accidente que le ocurriera a su hermano Marcos a solo 30 días de un nuevo Dakar, siguió de cerca su recuperación y se propuso dejar de entrenar para ocuparse de armar el cuatriciclo con el que Marcos largaría esta carrera.
En el día 3 del Dakar 2011, finalmente Marcos abandonó la carrera por un accidente, y en medio de rumores de abandono de ambos pilotos, Ale se plantó ante la carrera y decidió seguir. Hubo golpes, soledad y muchas emociones. En la etapa 7 de las 15 que concluyen la carrera, un vuelco quebró parte de su dedo pulgar con el cual aceleraba el quad, se lastimó la cara y a pesar de todo, siguió adelante. Se consagró campeón en la categoría, dejando el apellido Patronelli nuevamente en el podio.
El 2012 negociaron con el equipo oficial de Yamaha en la sede Argentina, los inscribió nuevamente en la grilla del Campeonato Mundial de Rally Cross-Country de la FIM. Empezaron la temporada el 1 de enero de 2012 largaron una nueva edición del Dakar desde Mar del Plata y repitieron una histórica carrera con alturas de más de 5000 metros, nieve y tormentas, concluyeron la carrera en la capital de Perú con Alejandro primero y Marcos segundo.

## Carrera Deportiva

### Rally Dakar de 2010
| Resultados por etapa \| \| Etapa \| Parcial \| General \| \| -- \| ------------------------- \| ------- \| ------- \| \| 1 \| Buenos Aires - Córdoba \| 3.º \| 3.º \| \| 2 \| Córdoba - La Rioja \| 3.º \| 2.º \| \| 3 \| La Rioja - Fiambalá \| 4.º \| 2.º \| \| 4 \| Fiambalá - Copiapó \| 1.º \| 2.º \| \| 5 \| Copiapó - Antofagasta \| 10.º \| 4.º \| \| 6 \| Antofagasta - Iquique \| 2.º \| 4.º \| \| 7 \| Iquique - Antofagasta \| 1.º \| 1.º \| \| 8 \| Antofagasta - Copiapó \| 2.º \| 2.º \| \| 9 \| Copiapó - La Serena \| 2.º \| 2.º \| \| 10 \| La Serena - Santiago \| 4.º \| 2.º \| \| 11 \| Santiago - San Juan \| 2.º \| 2.º \| \| 12 \| San Juan - San Rafael \| 2.º \| 2.º \| \| 13 \| San Rafael - Santa Rosa \| 6.º \| 2.º \| \| 14 \| Santa Rosa - Buenos Aires \| 5.º \| 2.º \| |                           |         |         |
| | Etapa                     | Parcial | General |
| 1 | Buenos Aires - Córdoba    | 3.º     | 3.º     |
| 2 | Córdoba - La Rioja        | 3.º     | 2.º     |
| 3 | La Rioja - Fiambalá       | 4.º     | 2.º     |
| 4 | Fiambalá - Copiapó        | 1.º     | 2.º     |
| 5 | Copiapó - Antofagasta     | 10.º    | 4.º     |
| 6 | Antofagasta - Iquique     | 2.º     | 4.º     |
| 7 | Iquique - Antofagasta     | 1.º     | 1.º     |
| 8 | Antofagasta - Copiapó     | 2.º     | 2.º     |
| 9 | Copiapó - La Serena       | 2.º     | 2.º     |
| 10 | La Serena - Santiago      | 4.º     | 2.º     |
| 11 | Santiago - San Juan       | 2.º     | 2.º     |
| 12 | San Juan - San Rafael     | 2.º     | 2.º     |
| 13 | San Rafael - Santa Rosa   | 6.º     | 2.º     |
| 14 | Santa Rosa - Buenos Aires | 5.º     | 2.º     |

### Rally Dakar de 2011
| Resultados por etapa \| \| Etapa \| Parcial \| General \| \| -- \| ---------------------- \| ------- \| ------- \| \| 1 \| Buenos Aires - Córdoba \| 5.º \| 5.º \| \| 2 \| Córdoba - Tucumán \| 1.º \| 2.º \| \| 3 \| Tucumán - Jujuy \| 3.º \| 2.º \| \| 4 \| Jujuy - Calama \| 2.º \| 2.º \| \| 5 \| Calama - Iquique \| 1.º \| 1.º \| \| 6 \| Iquique - Arica \| 1.º \| 1.º \| \| 7 \| Arica - Antofagasta \| 11.º \| 2.º \| \| 8 \| Antofagasta - Copiapó \| 1.º \| 1.º \| \| 9 \| Copiapó - Copiapó \| 1.º \| 1.º \| \| 10 \| Copiapó - Chilecito \| 6.º \| 1.º \| \| 11 \| Chilecito - San Juan \| 3.º \| 1.º \| \| 12 \| San Juan - Córdoba \| 4.º \| 1.º \| \| 13 \| Córdoba - Buenos Aires \| 3.º \| 1.º \| |                        |         |         |
| | Etapa                  | Parcial | General |
| 1 | Buenos Aires - Córdoba | 5.º     | 5.º     |
| 2 | Córdoba - Tucumán      | 1.º     | 2.º     |
| 3 | Tucumán - Jujuy        | 3.º     | 2.º     |
| 4 | Jujuy - Calama         | 2.º     | 2.º     |
| 5 | Calama - Iquique       | 1.º     | 1.º     |
| 6 | Iquique - Arica        | 1.º     | 1.º     |
| 7 | Arica - Antofagasta    | 11.º    | 2.º     |
| 8 | Antofagasta - Copiapó  | 1.º     | 1.º     |
| 9 | Copiapó - Copiapó      | 1.º     | 1.º     |
| 10 | Copiapó - Chilecito    | 6.º     | 1.º     |
| 11 | Chilecito - San Juan   | 3.º     | 1.º     |
| 12 | San Juan - Córdoba     | 4.º     | 1.º     |
| 13 | Córdoba - Buenos Aires | 3.º     | 1.º     |

### Rally Dakar de 2012
Al igual que su hermano Marcos en el Dakar 2010 y 2011, conduce un Yamaha Raptor 700